# 邵学敏
邵学敏（1958年8月—），男，中华人民共和国政治人物，曾任中国杂技家协会分党组书记、秘书长、副主席，中国文学艺术界联合会主席团委员。